# اهم

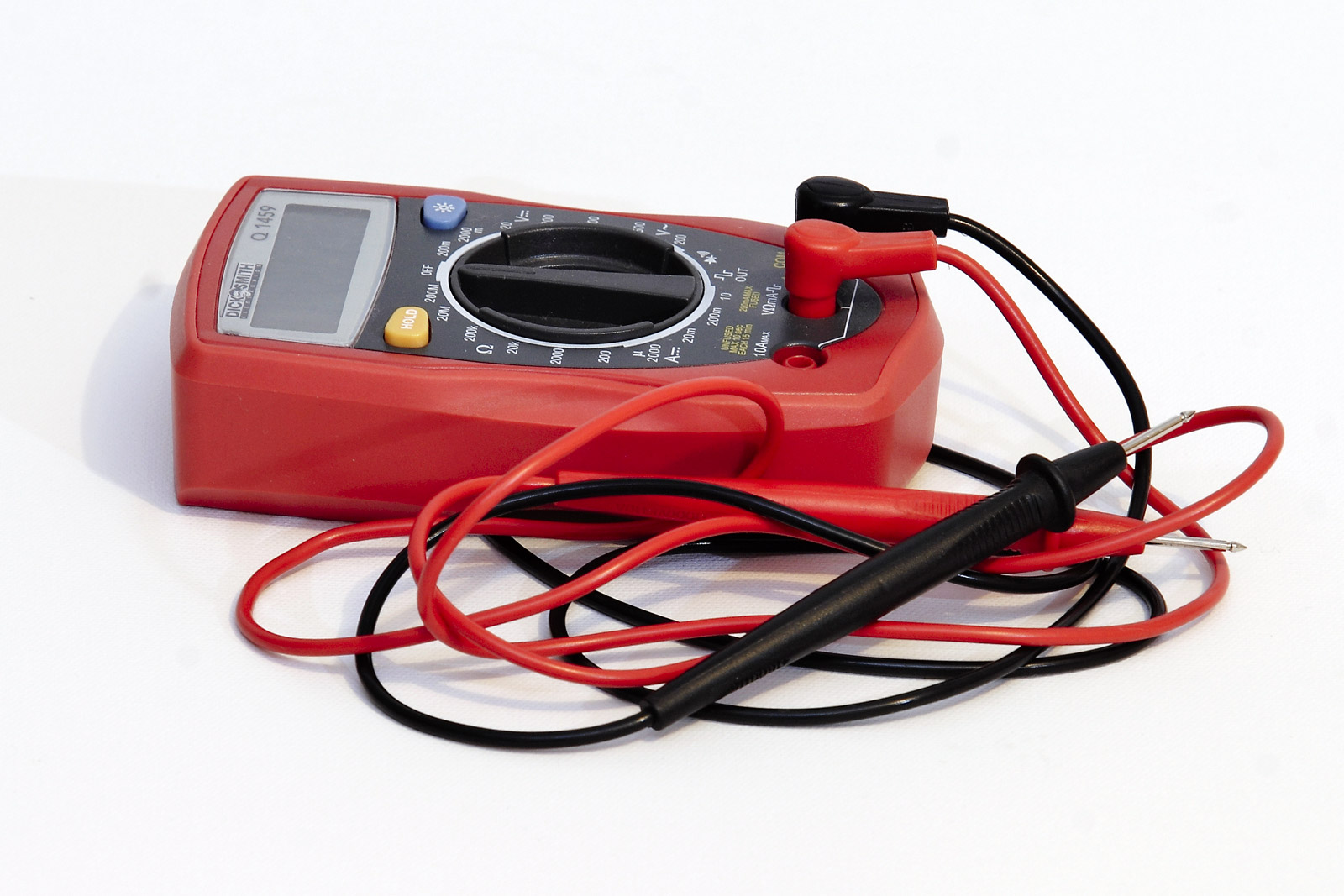
یک مولتی متر که از آن می‌توان برای اندازه‌گیری مقاومت استفاده کرد.

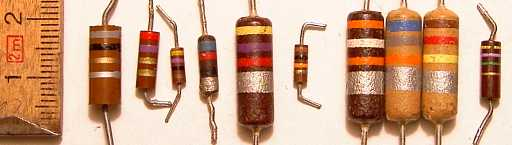
چندین مقاومت که مقاومت آنها با نوار رنگی روی آنها مشخص شده‌است.

R، یک اهم است اگر V، یک ولت باشد و I، یک آمپر شود.

اهم، یکای مقاومت الکتریکی در دستگاه SI است که به یاد فیزیک‌دان آلمانی گئورگ زیمون اُهم نام‌گذاری شده‌است.

## تعریف
مقاومت میان دو نقطه از یک رسانا، یک اهم است، اگر اختلاف پتانسیل این دو نقطه، یک ولت و ثابت باشد، و جریانی برابر با یک آمپر را باعث شود.
{\displaystyle \Omega ={\dfrac {\mbox{V}}{\mbox{A}}}={\dfrac {{\mbox{m}}^{2}\cdot {\mbox{kg}}}{{\mbox{s}}\cdot {\mbox{C}}^{2}}}={\dfrac {\mbox{J}}{{\mbox{s}}\cdot {\mbox{A}}^{2}}}={\dfrac {{\mbox{kg}}\cdot {\mbox{m}}^{2}}{{\mbox{s}}^{3}\cdot {\mbox{A}}^{2}}}={\dfrac {{\mbox{J}}\cdot {\mbox{s}}}{{\mbox{C}}^{2}}}}
مقاومت، در اختلاف پتانسیل و دمای ثابت، ثابت است.

## تبدیل
در سیستم SI، زیمنس، یکای رسانایی است. یکای دیگر رسانایی، مهو است؛ برعکس اهم با نماد ℧.

## توان و مقاومت
توان تلف‌شده در یک ماده (مثلاً مقاومت خطی) را می‌توان بر حسب مقاومت آن و اختلاف پتانسیل یا شدت جریان به‌دست آورد. این فرمول ترکیبی از قانون اهم و ژول است.
{\displaystyle P=V\cdot I={\frac {V^{2}}{R}}=I^{2}\cdot R}
در اینجا P توان بر حسب وات، I شدت جریان، و R مقاومت است. این فرمول را می‌توان برای مدارهایی که مقاومت با شدت جریان تغییر می‌کند هم استفاده کرد.